# Black Emanuelle
Black Emanuelle (Italienisch Emanuelle nera) ist eine fiktive Person und eine italienische Sexploitation-Filmreihe, die sich an den französischen Film Emmanuelle von Just Jaeckin anlehnt. Sie handelt von den erotischen, bizarren und gelegentlich gewalttätigen Abenteuern der Emanuelle.

## Charakter
Die italienischen Filmemacher erschufen einen völlig neuen Charakter der Emanuelle – eine starke, unabhängige und vergnügungssüchtige Frau, die ihren eigenen Lebensstil lebt. Dabei ist die Hedonistin sexuellen Abenteuern mit Männern und Frauen nicht abgeneigt. Sie arbeitet als investigative Photojournalistin, welche frei in der Welt herumreisen kann, um neue Storys zu finden. Gespielt wurde sie meistens von der niederländisch-indonesischen Schauspielerin Laura Gemser.

## Die Filme

### Black-Emanuelle-Filme
Nach dem weltweiten Erfolg des ersten Black-Emanuelle-Films wurde schnell ein zweiter gedreht. Allerdings wurde Albertini als Regisseur von Joe D’Amato abgelöst, der bereits seinen inoffiziellen Eingang in dieses Genre mit dem Film Foltergarten der Sinnlichkeit (It. Emanuelle e Françoise le sorelline, 1975) hatte. Albertini drehte seine eigene Fortsetzung Emanuelle im Sexrausch (Italienisch Emanuelle nera No. 2, 1976) mit Shulamith Lasri (auch Sharon Lesley) in der Rolle der „Emanuelle Richmond“, aber der Film floppte, und es kam zu keiner Fortsetzung.
Die D’Amato-Filme zeigen Szenen extremer Gewalt und Sittenlosigkeit (in einer umstrittenen Szene in Black Emanuelle – Stunden wilder Lust wird eine nackte Frau gezeigt, die Hand an ein Pferd legt), etwas was es in den „echten“ Emmanuelle-Softcore-Filmen (mit zwei „m“) nie gegeben hat. Ungeschnittene Versionen einiger Black-Emanuelle-Filme zeigen expliziten Geschlechtsverkehr des Charakters Emanuelle. Diese Szenen wurden jedoch durch ein Body-Double „gespielt“ und später dazu geschnitten. Laura Gemser selbst spielte nie in solchen Szenen und wusste nichts von deren Existenz.
Laura Gemser spielt die „Black Emanuelle“ in 6 Filmen.
- Black Emanuelle (Emanuelle nera auch Emanuelle in Africa, 1975, Regie: Bitto Albertini)
- Black Emanuelle 2. Teil (Emanuelle nera: Orient reportage auch Emanuelle in Bangkok /Black Emanuelle Goes East, 1976, Regie: D’Amato)
- Black Emanuelle – Stunden wilder Lust (Emanuelle in America, 1976, Regie: D’Amato)
- Emanuela – Alle Lüste dieser Welt (Emanuelle – Perché violenza alle donne? auch Emanuelle Around the World, 1977, Regie: D’Amato)
- Nackt unter Kannibalen (Emanuelle e gli ultimi cannibali, 1977, Regie: D’Amato)
- Sklavenmarkt der weißen Mädchen (La via della prostituzione auch Emanuelle and the White Slave Trade, 1978, Regie: D’Amato)

### Andere Filme
Aufgrund des (markenrechtlich) ungeschützten Namens „Black Emanuelle“, gab es eine Reihe von anderen Filmen mit Laura Gemser, die den Titel Emanuelle erhielten. Im Englischen wurde der Name des Charakters oft verändert und als Emanuelle synchronisiert. Das Ergebnis war eine lange und vielseitige Reihe von „Black Emanuelle“-Filmen, die wenig bis nichts mit dem Original gemein hatten. Einzig in den Filmen Laura – Eine Frau geht durch die Hölle und Laura II – Revolte im Frauenzuchthaus von Bruno Mattei spielte sie wieder die Reporterin Emanuelle (getarnt als Laura).
Andere Filme mit Laura Gemser, die den Titel Emanuelle tragen:
- Amore libero – Free Love (auch The Real Emanuelle, 1974) (als Janine)[5]
- Emanuelle – Insel ohne Tabus (La Spiaggia del desiderio, 1976) (als Haydee) Erst 1980 veröffentlicht.
- Nackte Eva (Eva nera auch Emmanuelle Goes Japanese /Black Cobra Woman, 1976, Regie: D’Amato) (als Eva)
- Velluto nero (auch Black Emmanuelle, White Emmanuelle /Emanuelle in Egypt, 1976) (als Laura) Mit Annie Belle
- Die Nonne und das Biest (Suor Emanuelle, 1977) (als Schwester Emanuelle)
- Emmanuelle – Sinnlichkeit hat tausend Namen (Le notti porno nel mondo auch Mondo Erotico, 1977) (Dokumentation)[6]
- Alle Perversionen dieser Welt (Emanuelle e le porno notti nel mondo n. 2 auch Sexy Night Report, 1978) (Dokumentation)[7]
- Frau Doktor kann’s nicht lassen (L’infermiera di campagna auch Emanuelle in the Country, 1978) (als Fatima/Frau Doktor)
- Die Nackte von Sados (I Mavri Emmanouella auch Emanuelle’s Daughter, 1980) (als Emanuelle Brindisi)
- Die Todesgöttin des Liebescamps (auch Divine Emanuelle: Love Cult, 1981) (als „die Göttliche“)
- Laura – Eine Frau geht durch die Hölle (Violenza in un carcere femminile auch Emmanuelle in Hell, 1982) (als Emanuelle)
- Die gnadenlosen Sieben (La Belva dalle calda pelle auch Emanuelle, Queen of the Desert, 1982) (als Emanuelle)
- Laura II – Revolte im Frauenzuchthaus (Emanuelle fuga dall'inferno auch Emanuelle Escapes From Hell, 1983) (als Emanuelle)
- Emanuelle’s Perverse Outburst (Le Déchaînement pervers de Manuela, 1983) (als Manuela/Emanuelle) Kein Originalfilm, sondern ein Zusammenschnitt aus alten Joe-D’Amato-Filmen.
- Skandalöse Emanuelle – Die Lust am Zuschauen (Voglia di guardare, 1986, Regie: D’Amato) (als Josephine)

### Angelehnte Filme
- Foltergarten der Sinnlichkeit (Emanuelle e Françoise (Le sorelline), 1975, Regie: Joe D’Amato) Thriller mit Rosemarie Lindt als Emanuelle
- Emanuelle im Sexrausch (Emanuelle nera No. 2, 1976, Regie: Bitto Albertini) mit Shulamith Lasri als Emanuelle Richmond
- Die Zuchtfarm der Sklaven (Emanuelle bianca e nera, 1976) Mit Malisa Longo als „White Emanuelle“[8]
- Yellow Emanuelle (Il mondo dei sensi di Emy Wong auch Emanuelle – Die Sucht der Sinne, 1977, Regie: Bitto Albertini) Drama mit Chai Lee

## Weitere Infos
- Da die Black-Emanuelle-Filme unautorisiert waren, wurde der Name aus rechtlichen Gründen mit nur einem „m“ geschrieben.
- Gemsers Ehemann Gabriele Tinti spielte in vielen Black-Emanuelle-Filmen mit.[9]